# Eurycnemus crassipes
Eurycnemus crassipes is een muggensoort uit de familie van de dansmuggen (Chironomidae). De wetenschappelijke naam van de soort is voor het eerst geldig gepubliceerd in 1810 door Meigen.